# ليونيد فولكوف
ليونيد فولكوف (بالروسية: Леонид Волков)‏ هو سياسي روسي، ولد في 10 نوفمبر 1980 في يكاترينبورغ في روسيا. حزبياً، نشط في Solidarnost ‏ وPeople's Freedom Party "For Russia without Lawlessness and Corruption" ‏ وProgress Party (Russia) ‏ (2012 – ).

## وصلات خارجية
- الموقع الرسمي